# L'Étoile du destin

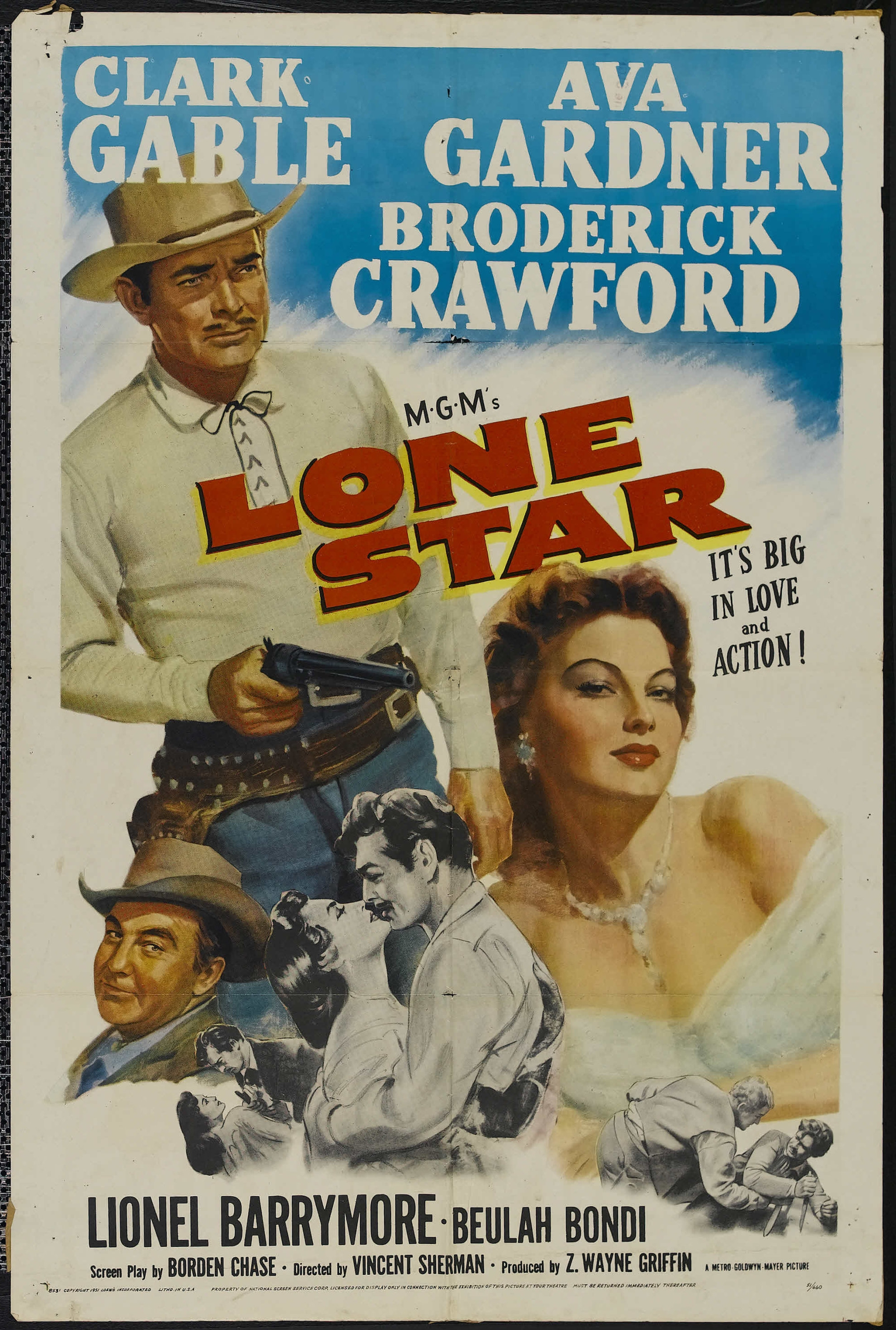
Affiche originale du film.

L'Étoile du destin (Titre original : Lone Star) est un film américain réalisé par Vincent Sherman, sorti en 1952.

## Synopsis
En 1845, l'ex  président des États-Unis, Andrew Jackson, charge Devereaux Burke de négocier la réunion du Texas à l'Union et de contrecarrer les efforts de Tom Gradden, politicien ambitieux. Burke s'éprend de Martha Ronda, une journaliste patriote amie de Gradden. Peu à peu, elle se tourne vers lui et lui permettra de réussir au bon moment.

## Fiche technique
- Titre : L'Étoile du destin
- Titre original : Lone Star
- Réalisation : Vincent Sherman, assisté de John Waters (non crédité)
- Scénario : Borden Chase d'après une histoire de Howard Estabrook
- Production : Z. Wayne Griffin
- Société de production : Metro-Goldwyn-Mayer
- Photographie : Harold Rosson
- Montage : Ferris Webster
- Musique : David Buttolph
- Direction artistique : Cedric Gibbons et Hans Peters
- Costumes : Gile Steele
- Pays de production : États-Unis
- Format : Noir et blanc - Son : Mono (Western Electric Sound System)
- Genre : Western
- Durée : 94 minutes
- Dates de sortie : 
  - États-Unis: 31 janvier 1952
  - France : 2 janvier 1953

## Distribution
- Clark Gable  (V.F : Robert Dalban) : Devereaux Burke
- Ava Gardner  (V.F : Jacqueline Ferriere) : Martha Ronda
- Broderick Crawford  (V.F : Emile Duard) : Thomas Craden
- Lionel Barrymore  (V.F : Jacques Berlioz) : Andrew Jackson
- Beulah Bondi  (V.F : Germaine Kerjean) : Minniver Bryan
- Ed Begley : Anthony Demmet
- James Burke (V.F : Paul Ville) : Luther Kilgore
- William Farnum : Tom Crockett
- Lowell Gilmore : Capitaine Elliott
- Moroni Olsen  (V.F : Fernand Fabre) : Sam Houston
- Russell Simpson (V.F : Jean d'Yd)  : Maynard Cole
- William Conrad  (V.F : Fernand Rauzena) : Mizette
- Harry Woods : George Dellman
- Nacho Galindo : Vincente

Acteurs non crédités
- Davison Clark : Sénateur
- Chief Yowlachie : Mangus Colorado

Cascades
- Jack N. Young